# Навіно
Навіно (пол. Nawino) — село в Польщі, у гміні Білоґард Білоґардського повіту Західнопоморського воєводства.
Населення — 324 особи (2011).
У 1975-1998 роках село належало до Кошалінського воєводства.

## Демографія
Демографічна структура станом на 31 березня 2011 року:
|          | Загалом | Допрацездатний вік | Працездатний вік | Постпрацездатний вік |
| -------- | ------- | ------------------ | ---------------- | -------------------- |
| Чоловіки | 166     | 38                 | 116              | 12                   |
| Жінки    | 158     | 38                 | 90               | 30                   |
| Разом    | 324     | 76                 | 206              | 42                   |